# Tatsugo Kawaishi
Tatsugo Kawaishi (河石 達吾?, Kawaishi Tatsugo; Hiroshima, 10 dicembre 1911 – Iwo Jima, 17 marzo 1945) è stato un nuotatore giapponese.
Specializzato nello stile libero, gareggiò ai Giochi della X Olimpiade tenutisi in Los Angeles nel 1932, dove vinse la medaglia d'argento nei 100 m.

## Biografia
Nativo di Ōgaki (attualmente parte della città di Etajima, nella prefettura di Hiroshima), Kawaishi si laureò in legge alla Università Keio, e iniziò il nuoto agonistico come studente.
Selezionato per far parte della squadra olimpica giapponese alle Olimpiadi di Los Angeles del 1932, vinse una medaglia d'argento nei 100 m stile libero; tuttavia il suo successo fu oscurato dal compagno di squadra Yasuji Miyazaki, che vinse una medaglia d'oro e stabilì un nuovo record olimpico. Dopo il suo ritorno in Giappone, divenne istruttore presso l'Imperiale Accademia Navale Giapponese (1933-1935). Si trasferì poi a Osaka, dove fu assunto come impiegato alla Kansai Electric Power Co., Inc. (関西電力株式会社 Kansai Denryoku Kabushiki-gaisha, KEPCO). Si arruolò, poi, nell'Esercito Imperiale Giapponese (Kyūjitai: 大日本帝國陸軍, Shinjitai: 大日本帝国陸軍, Romaji: Dai-Nippon Teikoku Rikugun) e fu accettato in sede a Hiroshima, nell'11º Distretto Fanteria. Fu inviato a combattere in prima linea in Cina, durante la seconda guerra sino-giapponese e fu promosso tenente dopo cinque anni. Alla fine del suo mandato tornò a lavorare alla Kansai Electric. Tuttavia, durante la Guerra del Pacifico (1941-1945), in seguito al peggioramento della situazione del Giappone, fu richiamato in servizio attivo nel giugno del 1944 e fu assegnato alla guarnigione di Iwo Jima, dove il generale Tadamichi Kuribayashi lo nominò comandante del distretto settentrionale dell'isola. Fu ucciso in combattimento durante la battaglia di Iwo Jima il 17 marzo 1945 e fu promosso postumo, capitano.

## Palmarès
- Olimpiadi
  - Los Angeles 1932: argento nei 100 m sl.